# 0921
0921 è il prefisso telefonico del distretto di Cefalù, appartenente al compartimento di Palermo.
Il distretto comprende la parte orientale della città metropolitana di Palermo e la parte occidentale della città metropolitana di Messina. Confina con i distretti di Patti (0941), di Catania (095) e di Enna (0935) a est, di Caltanissetta (0934) a sud e di Palermo (091) a ovest.

## Aree locali e comuni
Il distretto di Cefalù comprende 30 comuni inclusi nelle 3 aree locali di Cefalù (ex settori di Castelbuono, Cefalù e Collesano), Petralia Sottana (ex settori di Caltavuturo e Petralia Sottana) e Santo Stefano di Camastra (ex settori di Mistretta e Santo Stefano di Camastra). I comuni compresi nel distretto sono: Alimena, Blufi, Bompietro, Caltavuturo, Campofelice di Roccella, Caronia (ME), Castel di Lucio (ME), Castelbuono, Castellana Sicula, Cefalù, Collesano, Gangi, Geraci Siculo, Gratteri, Isnello, Lascari, Mistretta (ME), Motta d'Affermo (ME), Petralia Soprana, Petralia Sottana, Pettineo (ME), Polizzi Generosa, Pollina, Reitano (ME), San Mauro Castelverde, Santo Stefano di Camastra (ME), Scillato, Sclafani Bagni, Tusa (ME) e Valledolmo .